# Столітні дубові насадження (ділянка 9)
Столітні дубові насадження — ботанічна пам'ятка природи місцевого значення. Пам'ятка природи розташована на південно-західній околиці села Івано-Михайлівка Новомосковського району Дніпропетровської області, Новомосковський військлісгосп кв. 192, діл. 9.
Площа — 1,8 га, створено у 1972 році.

## Галерея

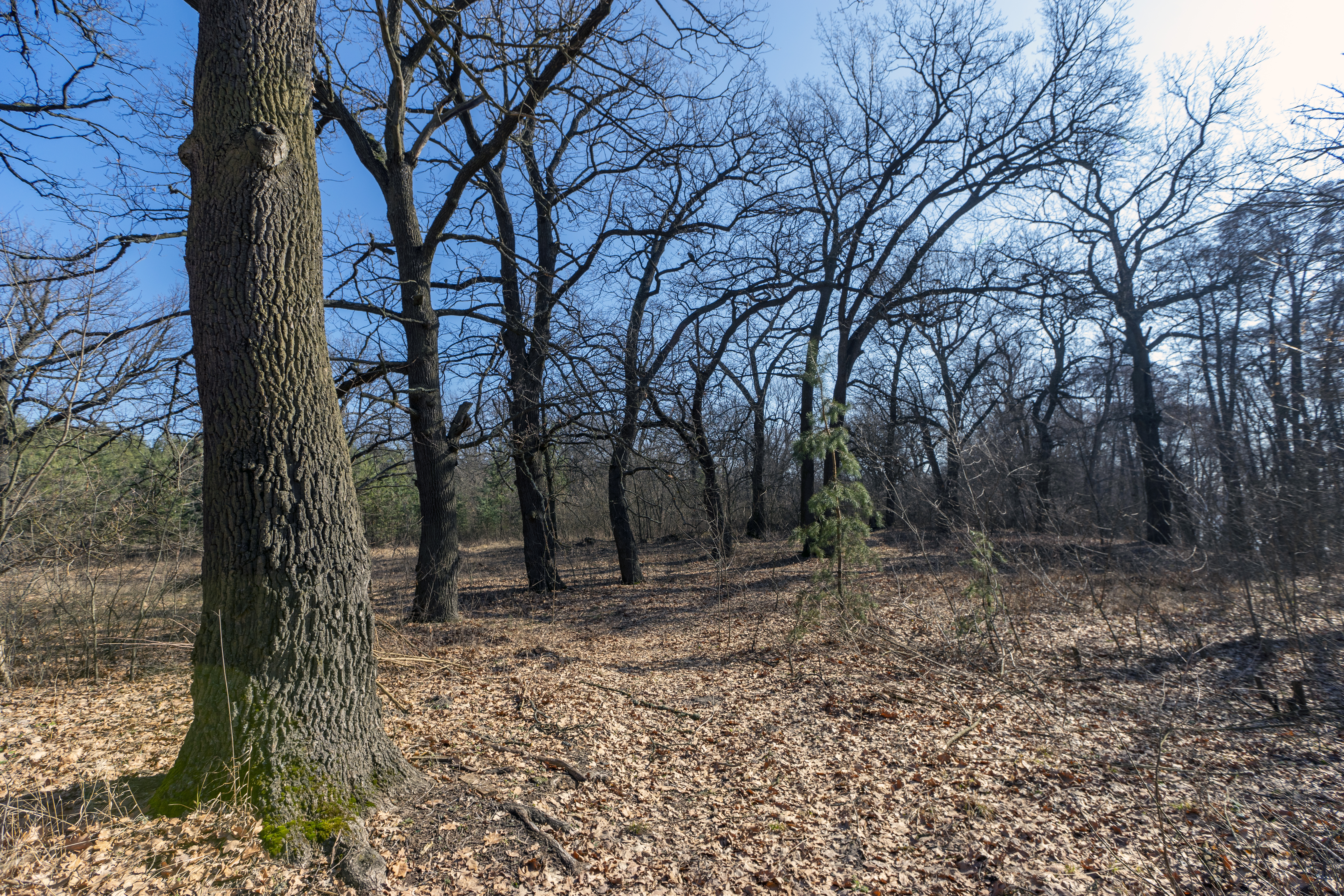
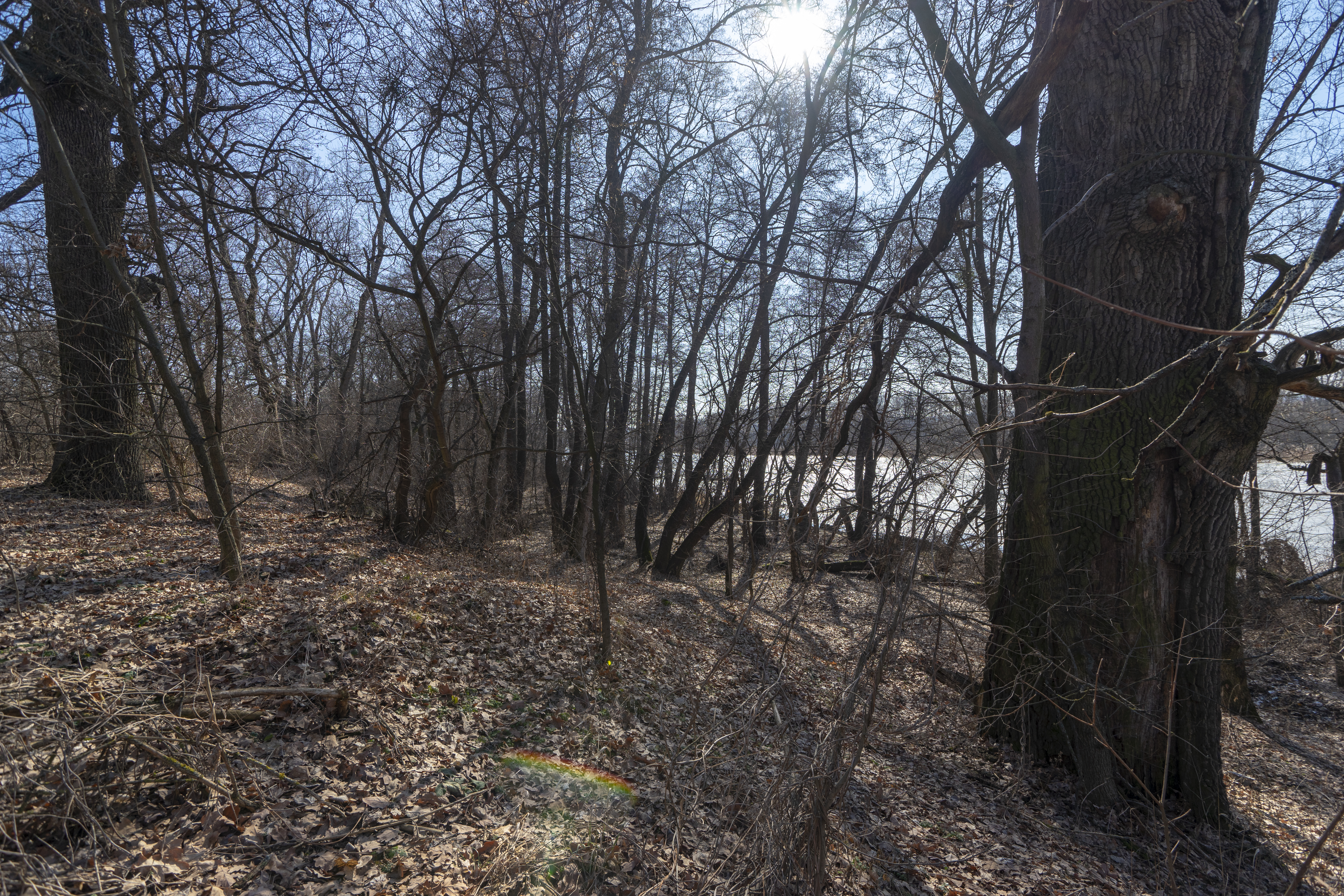